# Área natural protegida Meseta de Somuncurá

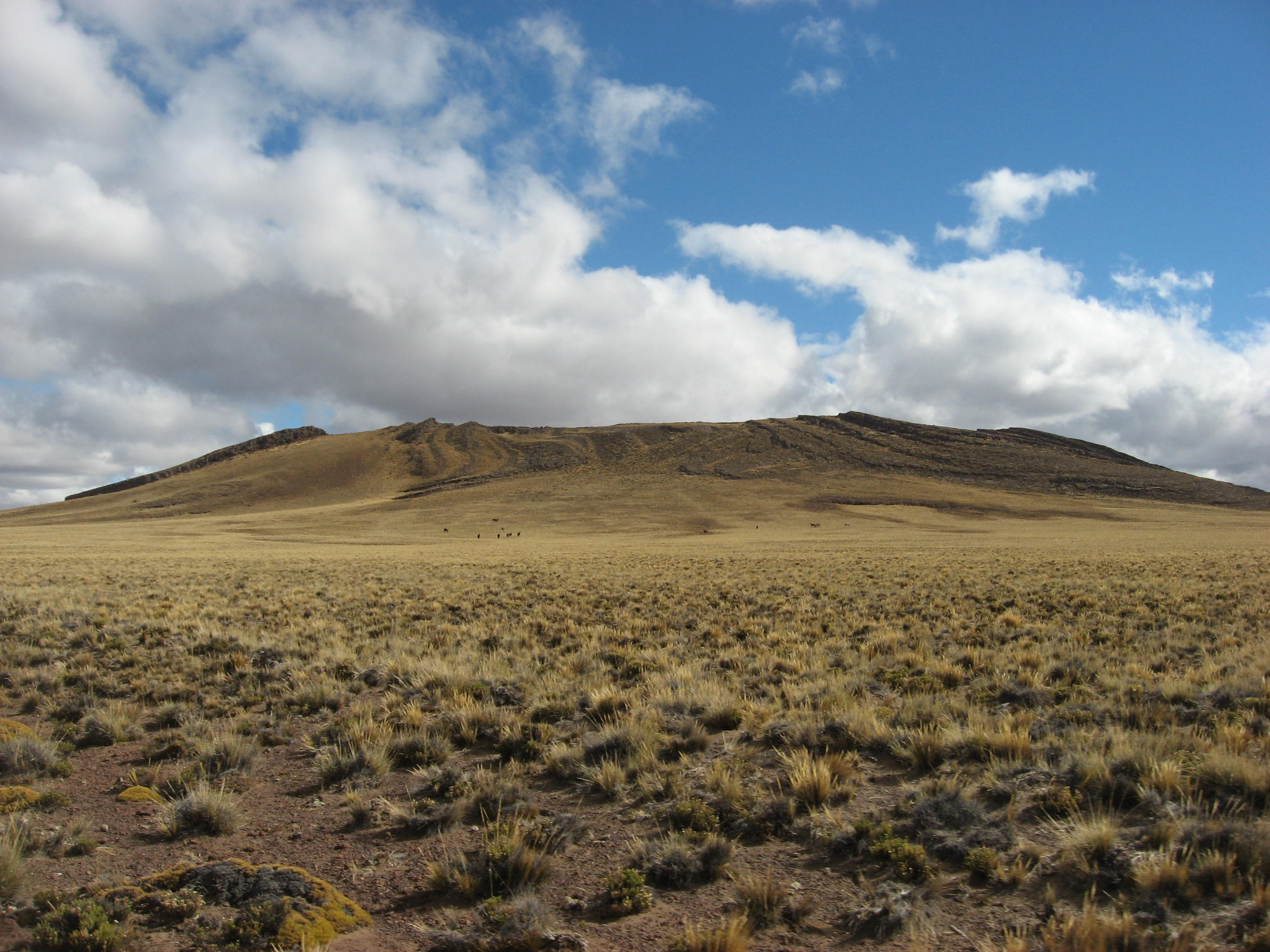
Meseta de Somuncurá.

El área natural protegida Meseta de Somuncurá abarca la parte septentrional de la meseta homónima, enteramente dentro de la provincia de Río Negro, en las cercanías de la localidad de Valcheta, en los departamentos 9 de Julio y Valcheta, en la Patagonia argentina. Desde el punto de vista fitogeográfico, corresponde a las ecorregiones de la estepa patagónica y el monte de llanuras y mesetas.

## Características generales
La reserva se extiende sobre una superficie de unas 1 600 000 ha de las cuales unas 1 200 000 ha corresponden a la estepa patagónica, en torno a la posición 41°21′S 67°04′O / -41.350, -67.067.
Fue creada inicialmente el año 1986, mediante el decreto de la provincia de Río Negro n.º 356/86 con el objetivo de preservar los varios endemismos de la región y sus valores "geológicos, geomorfológicos, paleontológicos, arqueológicos y antropológicos especiales".

El origen del nombre se atribuye a la lengua mapuche y significa “piedra que suena" o "piedra que habla”.
El área protegida se encuentra prácticamente desierta, con su escasa población concentrada en la pequeña localidad de El Caín.

## Geología y geomorfología
La meseta de Somuncurá es una extensa formación basáltica precámbrica, donde se presenta una morfología de altiplanicie discontinua de origen volcánico de una altura media de entre 1000 m s. n. m. y 1200 m s. n. m., con depresiones que albergan lagunas y cursos de agua permanentes o temporarios, formando un sistema endorreico que drena hacia los bordes de la formación generando cañadones o "rincones".

Esta superficie plana elevada aparece interrumpida por sierras volcánicas cuyo origen se presume posterior al de la meseta y que alcanzan su altura máxima en el cerro Corona (1900 m s. n. m.).

En eras pasadas la región baja que rodea la meseta estaba sumergida, por lo cual, la altiplanicie formaba una estructura insular rodeada de agua. Este aislamiento sería la causa de las particulares características biológicas y los fuertes endemismos de la región.

## Antropología
Se estima que la presencia humana en la meseta tiene una antigüedad de varios milenios. Se han encontrado pinturas y petroglifos en cavernas o formaciones rocosas que confirman esta teoría.
Ya en el siglo XIX, la región estaba poblada por grupos humanos que presentaban algunos elementos diferenciados de otros grupos de aborígenes norpatagónicos. Practicaban la caza del guanaco y conservaban un sitio sagrado o de veneración llamado Yamnago.

El primer estudioso de la región fue el naturalista suizo Jorge Claraz, quien realizó diversas investigaciones documentando sus hallazgos. Años después Francisco Pascasio Moreno informó acerca de las prácticas religiosas o rituales de los aborígenes en el sitio sagrado de la meseta.

## Flora
La cobertura vegetal correspondiente al ambiente de estepa patagónica presenta especies xerófilas como el neneo (Mulinum spinosum), el mamuel choique (Adesmia) y pastos como el coirón (Festuca gracillima) alternando con especies de los géneros Stipa, Festuca y Poa. En las zonas de transición y en el ambiente de monte se encuentran las jarillas hembra (Larrea divaricata), macho (Larrea cuneifolia) y crespa (Larrea nitida) que alternan con arbustos de mata sebo (Monttea aphylla) y mata negra (Bougainvillea spinosa). En las áreas cercanas a los arroyos o lagunas se desarrolla una vegetación de mayor porte, entre la que se encuentran ejemplares de piquillín (Condalia microphylla), uñas de gato del género Chuquiraga y penacho del género Cortaderia.
Endemismos: en el área protegida se han hallado dos especies vegetales no identificadas en otras partes, Grindelia pygmaea y Lecanophora ruizleali.

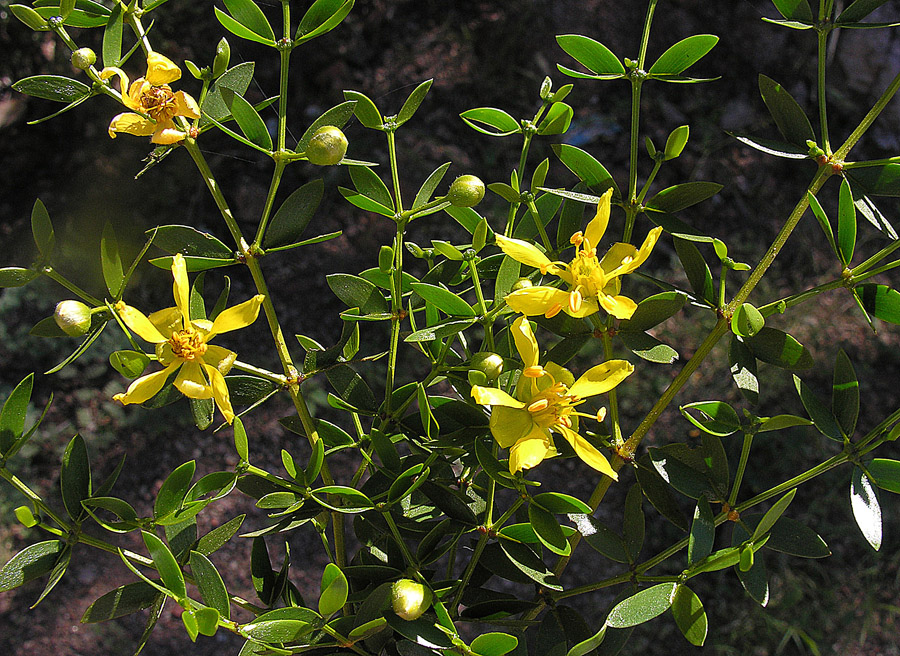
Larrea divaricata
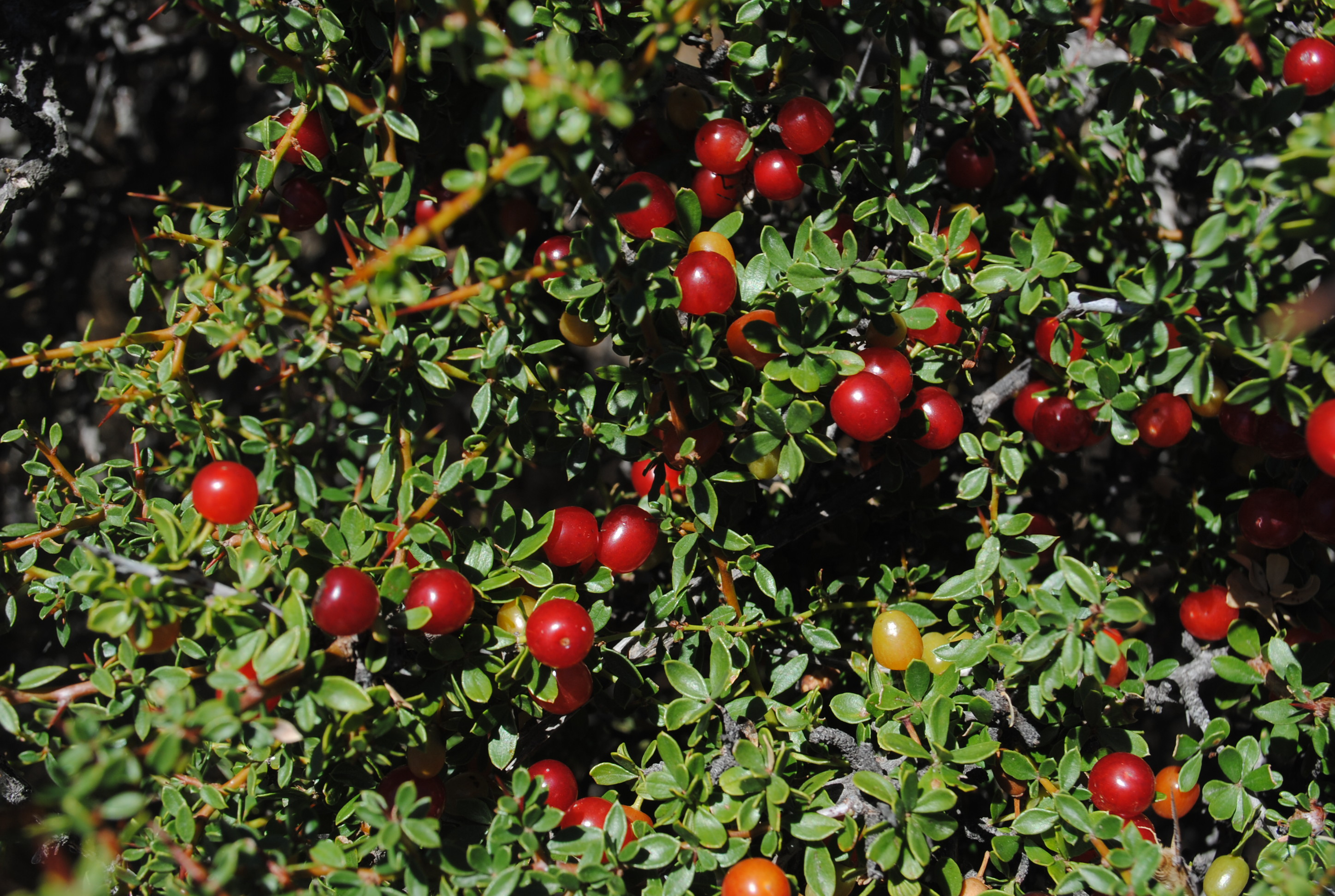
Condalia microphylla

## Fauna
El área de la Meseta de Somuncurá no ha sido estudiada en profundidad y la mayoría de los relevamientos corresponden a excursiones realizadas en época estival. Entre las aves con cierto grado de amenaza o de escasos avistajes se han encontrado ejemplares de flamenco austral (Phoenicopterus chilensis), monjita castaña (Neoxolmis rubetra), sobrepuesto común (Lessonia rufa), quiula patagónica (Tinamotis ingoufi) y dormilona canela (Muscisaxicola capistrata).

Otros informes dan cuenta de la presencia de patos crestones (Lophonetta specularioides), aguiluchos comunes (Geranoaetus polyosoma) y zorzales chiguancos (Turdus chiguanco).
La meseta es hábitat de choiques (Rhea pennata), mara (Dolichotis patagonum), gato montés (Leopardus geoffroyi) y guanacos (Lama guanicoe), estos últimos con poblaciones afectadas por la actividad humana. Entre los invertebrados, se han citado cerca de 78 especies de insectos, agrupadas en al menos 51 géneros y 26 familias, entre las cuales Penaphlebia (Penaphlebia) exigua es conocida exclusivamente de las vertientes del arroyo Valcheta.
Endemismos: la Meseta de Somuncurá alberga ejemplares de mojarra desnuda (Gymnocharacinus bergii) —declarada Monumento Natural provincial en el año 1994—, ranita de Somuncurá (Somuncuria somuncurensis), sapito de Somuncurá (Atelognathus reverberii), reptiles de los géneros Phymaturus y Liolaemus, específicamente Phymaturus patagonicus somuncuriensis, Liolaemus ruizleali, Liolaemus elongatus petrophilus y Liolaemus kingiisomuncurae, además del chinchillón de Somuncurá (Lagidium viscacia somuncurensis). Dentro de los invertebrados endémicos se encuentran dos especies de moluscos Heleobia rionegrina, Potamolithus valchetensi y una especie de escorpión, Bothriurus ceii. Además, dos especies de planarias dulceacuícolas, Girardia tomasi y Girardia somuncura, han sido descriptas solo para esta región.

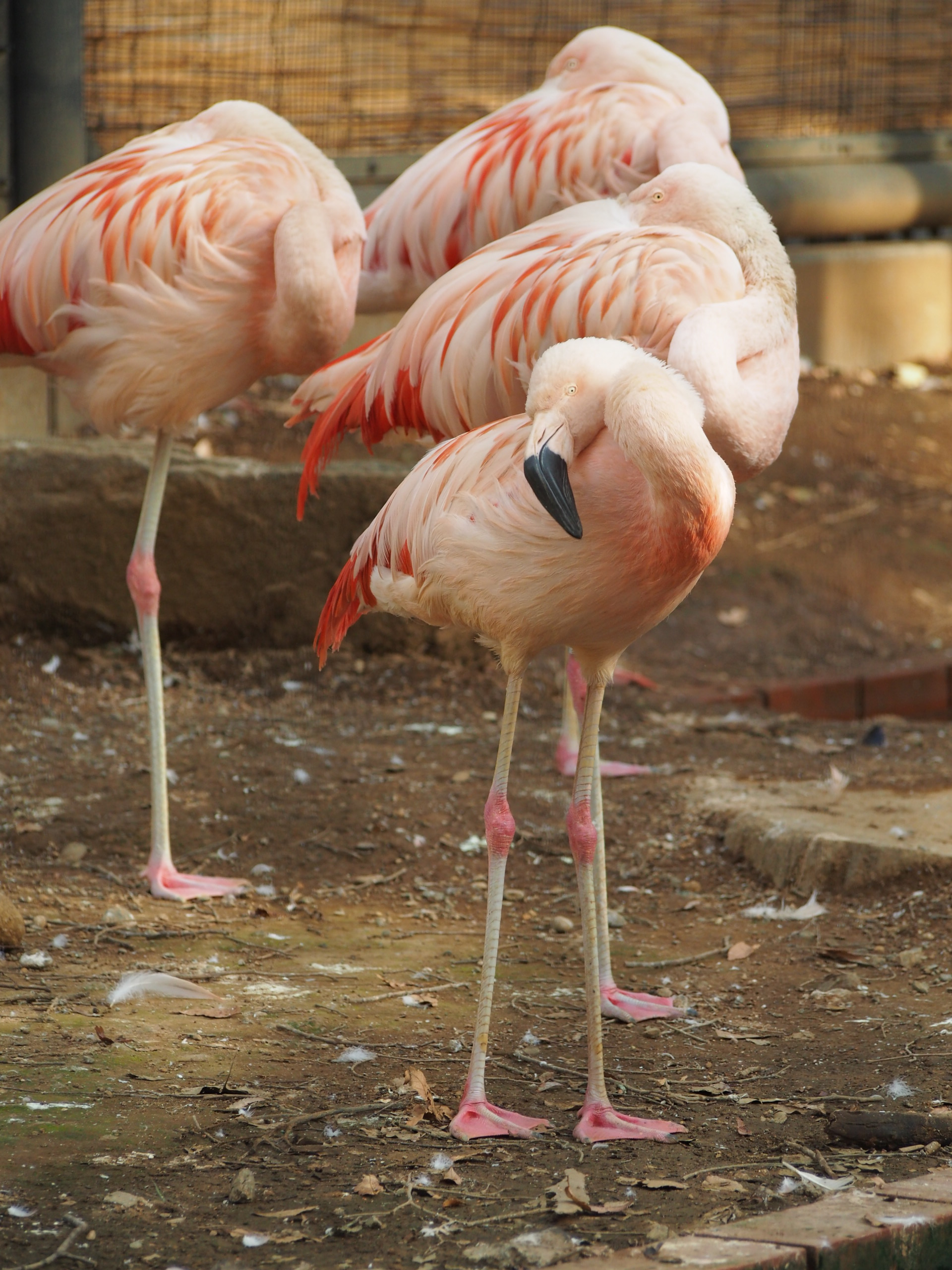
Phoenicopterus chilensis
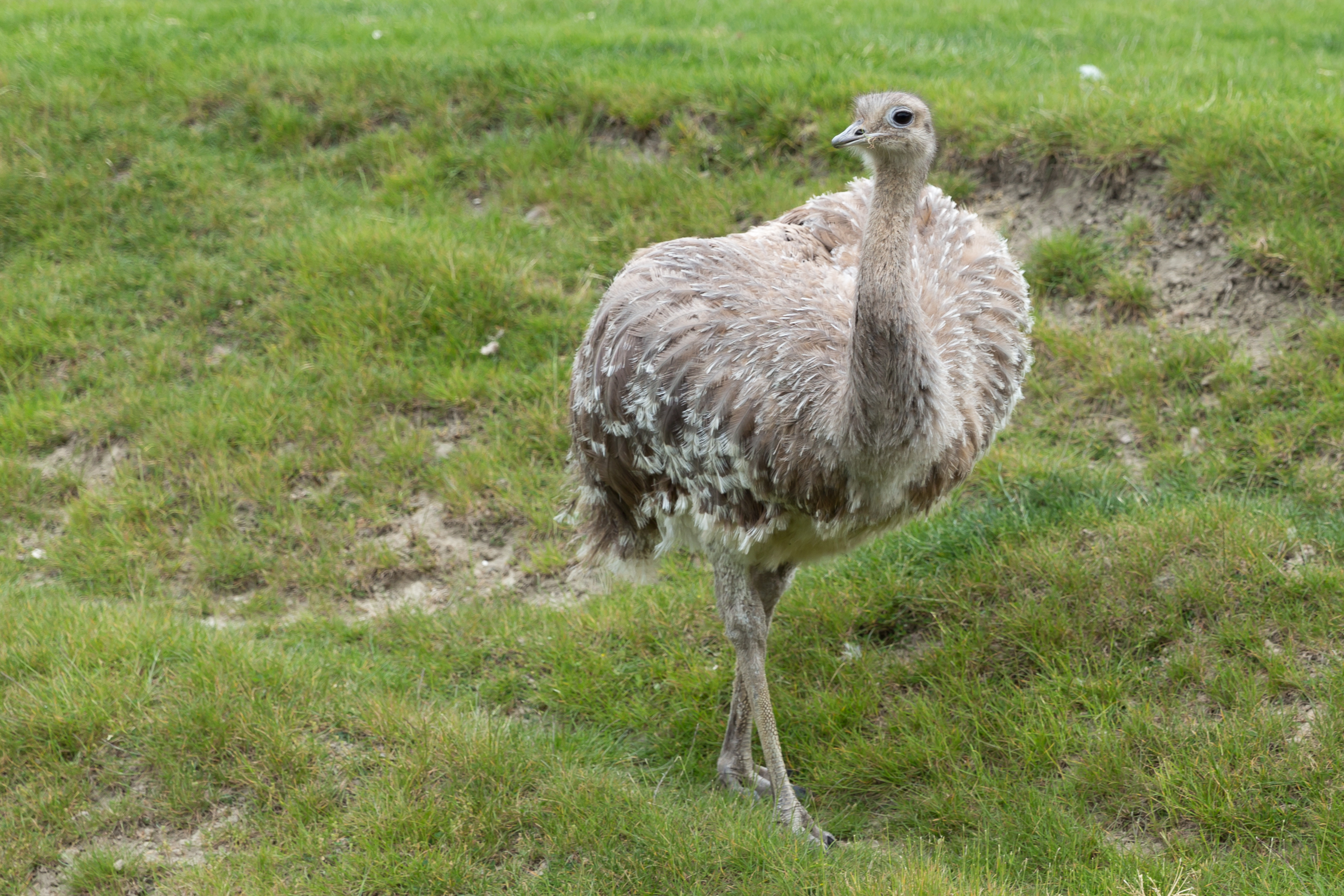
Rhea pennata
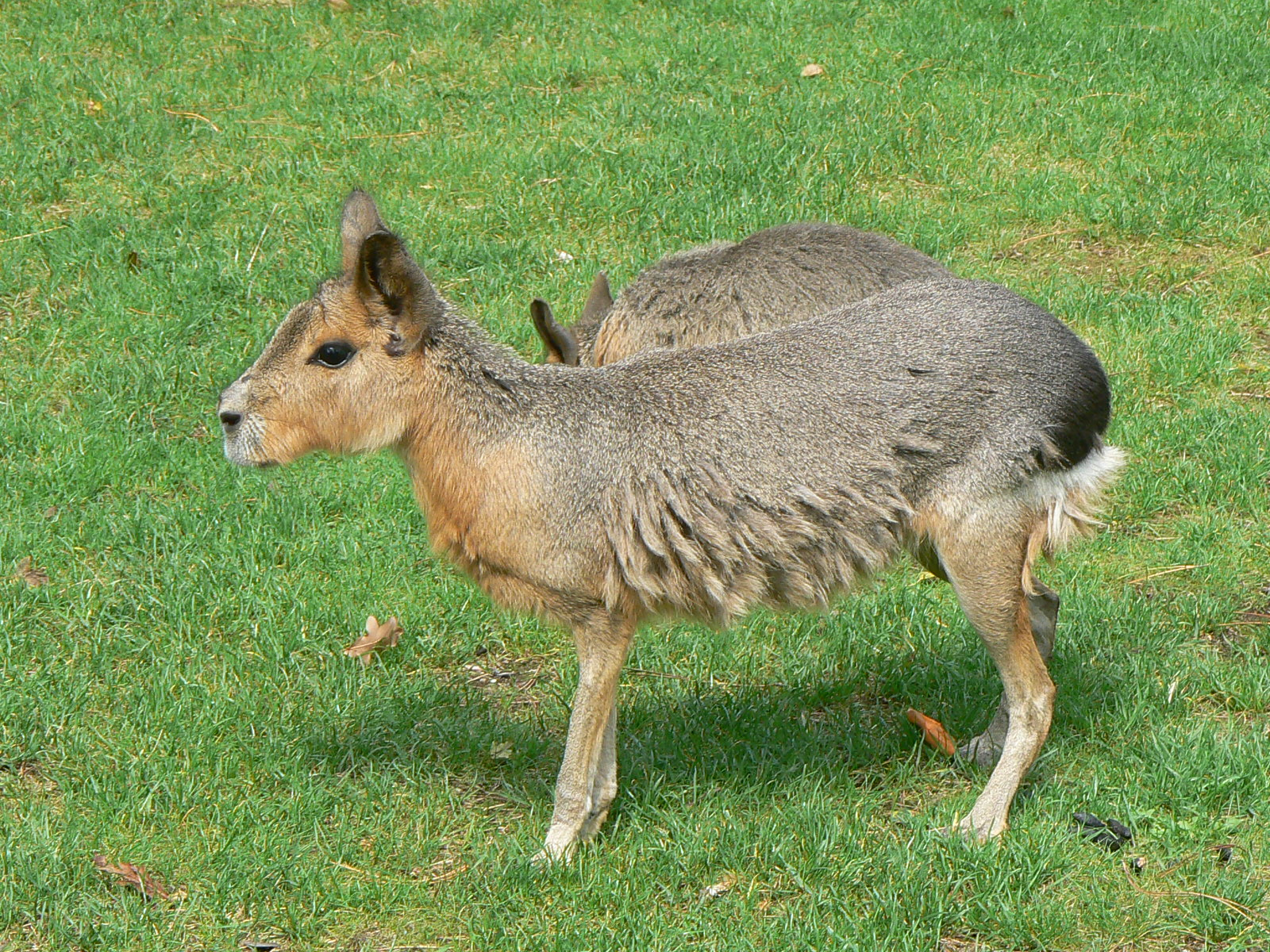
Dolichotis patagonum
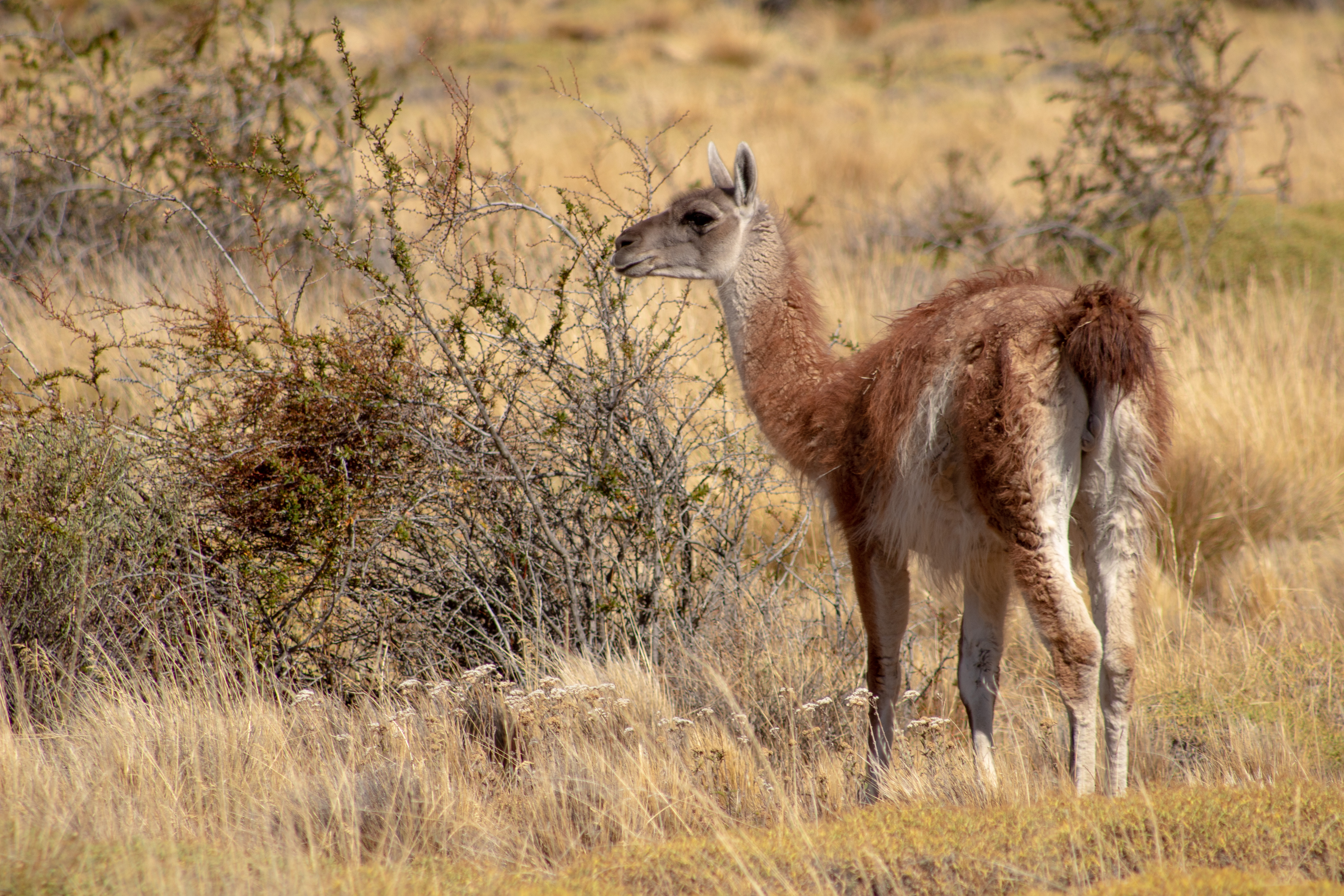
Lama guanicoe